# Lussery-Villars
Lussery-Villars (toponimo francese) è un comune svizzero di 460 abitanti del Canton Vaud, nel distretto del Gros-de-Vaud.

## Storia
Il comune di Lussery-Villars è stato istituito il 1º gennaio 1999 con la fusione dei comuni soppressi di Lussery e Villars-Lussery.

### Simboli
Lo stemma è la combinazione degli emblemi dei due precedenti comuni la cui parte superiore era la stessa.

## Società

### Evoluzione demografica
L'evoluzione demografica è riportata nella seguente tabella:
Abitanti censiti